# 方丹冰川
方丹冰川（英語：Fountain Glacier）
是南極洲的冰川，位於維多利亞地，流經奈倫冰川和卡茨波冰川，處於阿斯加德山脈地區，現時由南極條約體系管理。